# Rakousko na zimních olympijských hrách
Rakousko na zimních olympijských hrách startuje od roku 1924. Toto je přehled účastí, medailového zisku a vlajkonošů na dané sportovní události.

## Účast na Zimních olympijských hrách
| Dějiště ZOH                 | ZOH      | Vlajkonoš                         | Zlatá medaile | Stříbrná medaile | Bronzová medaile | Celkem |
| --------------------------- | -------- | --------------------------------- | ------------- | ---------------- | ---------------- | ------ |
| 1924 Chamonix               | ZOH 1924 | nebyl                             | 2             | 1                |                  | 3      |
| 1928 Svatý Mořic            | ZOH 1928 | nebyl                             |               | 3                | 1                | 4      |
| 1932 Lake Placid            | ZOH 1932 | nebyl                             | 1             | 1                |                  | 2      |
| 1936 Garmisch-Partenkirchen | ZOH 1936 | Karl Schäfer                      | 1             | 1                | 2                | 4      |
| 1948 Svatý Mořic            | ZOH 1948 | nebyl                             | 1             | 3                | 4                | 8      |
| 1952 Oslo                   | ZOH 1952 | Sepp Bradl                        | 2             | 4                | 2                | 8      |
| 1956 Cortina d'Ampezzo      | ZOH 1956 | Toni Sailer                       | 4             | 3                | 4                | 11     |
| 1960 Squaw Valley           | ZOH 1960 | Norbert Felsinger                 | 1             | 2                | 3                | 6      |
| 1964 Innsbruck              | ZOH 1964 | Regine Heitzer                    | 4             | 5                | 3                | 12     |
| 1968 Grenoble               | ZOH 1968 | Emmerich Danzer                   | 3             | 4                | 4                | 11     |
| 1972 Sapporo                | ZOH 1972 | Manfred Schmid                    | 1             | 2                | 2                | 5      |
| 1976 Innsbruck              | ZOH 1976 | Franz Klammer                     | 2             | 2                | 2                | 6      |
| 1980 Lake Placid            | ZOH 1980 | Annemarie Moserová-Pröllová       | 3             | 2                | 2                | 7      |
| 1984 Sarajevo               | ZOH 1984 | Franz Klammer                     |               |                  | 1                | 1      |
| 1988 Calgary                | ZOH 1988 | Leonhard Stock                    | 3             | 5                | 2                | 10     |
| 1992 Albertville            | ZOH 1992 | Anita Wachterová                  | 6             | 7                | 8                | 21     |
| 1994 Lillehammer            | ZOH 1994 | Anita Wachterová                  | 2             | 3                | 4                | 9      |
| 1998 Nagano                 | ZOH 1998 | Emese Hunyadyová                  | 3             | 5                | 9                | 17     |
| 2002 Salt Lake City         | ZOH 2002 | Angelika Neuner                   | 3             | 4                | 10               | 17     |
| 2006 Turín                  | ZOH 2006 | Renate Götschlová                 | 9             | 7                | 7                | 23     |
| 2010 Vancouver              | ZOH 2010 | Andreas Linger Wolfgang Linger    | 4             | 6                | 6                | 16     |
| 2014 Soči                   | ZOH 2014 | Mario Stecher                     | 4             | 8                | 5                | 17     |
| 2018 Pchjongčchang          | ZOH 2018 | Anna Veithová                     | 5             | 3                | 6                | 14     |
| 2022 Peking                 | ZOH 2022 | Julia Dujmovitsová Benjamin Maier | 7             | 7                | 4                | 18     |
| 2026 Milán                  | ZOH 2026 |                                   |               |                  |                  |        |
| Celkem                      | 24       |                                   | 71            | 88               | 91               | 250    |
| Zdroj na Olympedia.org      |          |                                   |               |                  |                  |        |